# Есаулов Олександр Юрійович
Олекса́ндр Ю́рійович Есау́лов (18 листопада 1952 р., с. Ромачі, Просніцького району Кіровської області, нині Тоншаєвський район Горьківської області, Росія — 27 травня 2023, м. Ірпінь) — український прозаїк.

## Біографія
У 1977 році завершив Київський інститут народного господарства. Кандидат у майстри спорту з кульової стрільби.
Працював у системі Міністерства фінансів України.
З 1985 — заступник керівника Припятського міськвиконкому.
У 1987—1989 — заступник директора Інституту ядерних досліджень АН УРСР.
1989—1991 — заступник начальника планово-економічного відділу ПО «Спецатом».
1999 — керуючий справами Ощадбанка України.
З 1999 до цього часу — технічний директор Інституту підтримки експлуатації АЕС.
За участь у работах з ліквідації аварії на Чорнобильській АЕС нагороджений орденом «За заслуги» 3-го ступеня.

## Творчість
Перша книжка вийшла в Росії у 2006 році. У квітні 2006 року здобув заохочувальну відзнаку на літературному конкурсі «Дитячий портал» і цей твір видали у видавництві «Зелений пес».
Пише російською і українською мовами.
Написав 15 книжок, 10 з яких вже вийшли друком.

## Відзнаки
- Дипломант Міжнародної асамблеї фантастів «Дитячий Портал» 2006 року.
- Роман «Переможців не судять» відзначений IV премією Всеукраїнського конкурсу романів, кіносценаріїв і п'єс «Коронації слова» 2009.]